# Ulrich Karger
Ulrich Karger (Berchtesgaden, 3 febbraio 1957) è uno scrittore tedesco. Lavora come insegnante in una scuola di Berlino.
Ha  scritto opere per ragazzi e adulti. È autore di una trasposizione in prosa tedesca dell'Odissea di Omero (Homer / Die Odyssee). Il libro illustrato  Geisterstunde im Kindergarten è stato tradotto in varie lingue tra cui l'italiano (con il titolo Halloween all'asilo). Da molti anni svolge attività pubblicistica come critico letterario su giornali e riviste. Si può leggere più di 1000 delle proprie recensioni - su fiction, non-fiction e letteratura per ragazzi - nei suoi archivi in linea Buechernachlese.

## Opere(DE)

### Poesia & Prosa
- Zeitlese (poesia, prosa & 14 vignette) 1982
- Gemischte Gefühle (poesia e prosa) 1985, ISBN 3-925122-00-1
- Verquer (romanzo-collage) 1990, ISBN 3-900959-02-1, nuova edizione 2013, ISBN 978-1-4849-6221-3 (eBook: EAN/ISBN 978-3-8476-2601-5).
- Mitlesebuch Nr.26 (poesia e prosa) 1997
- KopfSteinPflasterEchos (racconti grotteschi e ciclo d'immagini) 1999, ISBN 3-932325-56-7
- Kindskopf – Eine Heimsuchung (novella) 2002, nuova edizione 2012, ISBN 978-3-8448-1262-6, (eBook: EAN/ISBN 978-3-8448-3165-8)
- Vom Uhrsprung und anderen Merkwürdigkeiten. (fiabe e parabole) 2010, ISBN 978-3-8391-6942-1, (eBook: EAN/ISBN 978-3-8391-5986-6); nuova edizione 2015, ISBN 978-1-5008-6218-3, (E-Book: EAN/ISBN 978-3-7380-2263-6).
- Herr Wolf kam nie nach Berchtesgaden  - Ein Gedankenspiel in Wort und Bild. (satira e ciclo d'immagini) 2012, ISBN 978-3-8482-1375-7

### Libri per i ragazzi
- Familie Habakuk und die Ordumok-Gesellschaft 1993, ISBN 3-414-83534-7
- Dicke Luft in Halbundhalb 1994, ISBN 3-414-83602-5, nuova edizione 2011, ISBN 978-3-8391-6460-0
- Homer: Die Odyssee (racconto) 1996, nuova edizione 2004, ISBN 3-12-262460-5
- Geisterstunde im Kindergarten (libro illustrato) 2002, ISBN 3-314-01151-2

tradotto del tedesco
da Alessandra Valtieri: Halloween all'asilo, 2002 ISBN 88-8203-504-2
(EN)  da J. Alison James: The Scary Sleepover, 2002 ISBN 0-7358-1712-X
(FR)  da Anne Ruck-Sultan: Halloween à l'école, 2002 ISBN 3-314-21536-3
(NL)  da Sander Hendriks: Spoken in de speelzaal, 2002 ISBN 90-5579-684-0
(SL)  da Andreja Sabati-Suster: Ples duhov v otroškem vrtcu, 2002 ISBN 86-7823-284-6

### Come redattore
- Briefe von Kemal Kurt (1947−2002) − mit Kommentaren, Nachrufen und Rezensionen. Brossura, 2013 ISBN 978-1-4818-7999-6 (eBook: EAN/ISBN 978-3-8476-2863-7).
- Bücherwurm trifft Leseratte – Geschichten, Bilder und Reime für Kinder. Autori: Gabriele Beyerlein, Thomas Fuchs, Ulrich Karger, Manfred Schlüter, Christa Zeuch. Illustrazioni: Manfred Schlüter. Brossura, 2013, ISBN 978-3-7322-4393-8 (eBook: EAN/ISBN 978-3-8423-5333-6).
- Bücherwurm trifft Leseratte 2 – Neue Geschichten und Gedichte für Kinder. Autori: Gabriele Beyerlein, Dagmar Chidolue, Thomas Fuchs, Uschi Flacke, Ulrich Karger, Manfred Schlüter, Sylvia Schopf, Pete Smith, Christa Zeuch. Illustrazioni: Manfred Schlüter. Brossura, 2016, ISBN 978-3-8423-8326-5.
- Peter Karger: Berchtesgadener Panoptikum – Eine Bilderserie. Brossura, 2014,  ISBN 978-1-5052-6382-4.
- Kolibri: Das große Zeichenbuch – 1975-2000. Brossura, 2016. ISBN 978-1-5301-4102-9.
- SchreibLese : Ansichten – Absichten – Einsichten. Autori: Gabriele Beyerlein, Ulrich Karger, Manfred Schlüter, Pete Smith, Ella Theiss, Christa Zeuch. Illustrazioni: Manfred Schlüter. Brossura, 2022,  ISBN 978-3-347-66464-7.